# Le streghe dell'East End
Le streghe dell'East End (Witches of East End) è una serie televisiva statunitense trasmessa per due stagioni dal 2013 al 2014 sulla rete televisiva Lifetime.
Ispirata dall'omonimo romanzo fantasy di Melissa de la Cruz, in Italia pubblicato con il titolo Le streghe di East End, la serie segue le vicende di una moderna famiglia di streghe.
In Italia è andata in onda dal 3 dicembre 2013 sulla rete satellitare Fox Life.

## Trama

### Prima stagione
Joanna Beauchamp è una strega che vive nella remota cittadina di East Haven con le figlie Freya e Ingrid, entrambe ignare del segreto nascosto dalla propria famiglia. Joanna è immortale, ma è costretta a convivere con una maledizione che fa sì che le sue due figlie muoiano prima di arrivare ai trent'anni, per poi rinascere subito dopo a distanza di poco tempo l'una dall'altra. Quando Wendy, sorella di Joanna, arriva in città per metterla in guardia da un imprecisato potente e vecchio nemico, quest'ultima si ritrova costretta a svelare alle figlie la loro vera identità, che entrambe erano comunque in procinto di scoprire. Nel frattempo, Freya è fidanzata con il Dott. Dashiell Gardiner, ma anche attratta dal misterioso fratello di quest'ultimo, Killian.

### Seconda stagione
Il portale per Asgard è stato aperto, e la famiglia Beauchamp si riconcilia con Frederick, il figlio di Joanna mai menzionato alle figlie. Wendy continuerà a non fidarsi di Frederick dopo un avvenimento accaduto in un passato lontano. Joanna e le sue due figlie Ingrid e Freya cercheranno di scoprire se qualcos'altro oltre a Frederick sia uscito dal portale… Dash e Killian dovranno mettere da parte le rispettive animosità mentre imparano a gestire la loro natura di stregoni.

## Episodi
| Stagione         | Episodi | Prima TV USA | Prima TV Italia |
| ---------------- | ------- | ------------ | --------------- |
| Prima stagione   | 10      | 2013         | 2013-2014       |
| Seconda stagione | 13      | 2014         | 2015            |

## Personaggi e interpreti

### Personaggi principali
- Joanna Beauchamp (stagioni 1-2) interpretata da Julia Ormond, doppiata da Emanuela Rossi.
È una strega immortale, molto potente e piena di grandi potenzialità magiche. Insegna arte e ha due figlie, Ingrid e Freya, a cui vuole molto bene e che vuole proteggere a tutti i costi. Ha qualche oscuro segreto che non vuole far scoprire al resto della sua famiglia.
- Wendy Beauchamp (stagioni 1-2) interpretata da Mädchen Amick, doppiata da Francesca Guadagno.
È la sorella di Joanna, in grado di assumere le sembianze di un gatto, e che come tale ha nove vite. È una strega i cui poteri sono guidati dagli impulsi e dall'istinto, e molto spesso ne fa uso senza rendersi conto delle conseguenze; è un'abile strega voodoo e la sua specialità sono gli amuleti. Si innamorerà di Tommy, un paramedico che verrà presto posseduto dallo spirito di suo padre, tornato da Asgard. In seguito spenderà la sua ultima vita per salvare quella di Tommy.
- Freya Beauchamp (stagioni 1-2) interpretata da Jenna Dewan, doppiata da Federica De Bortoli.
È la figlia più giovane di Joanna, la quale lavora come barista. È una ragazza romantica ed emotiva, ma anche forte, coraggiosa e determinata. I suoi poteri derivano dai sentimenti; è capace di leggere le auree di chi le sta intorno, ha il dono della preveggenza ed è un'ottima preparatrice di pozioni. È fidanzata con Dash Gardiner, ma è anche attratta dal fratello, Killian, la sua anima gemella.
- Ingrid Beauchamp (stagioni 1-2) interpretata da Rachel Boston, doppiata da Francesca Manicone.
È la figlia maggiore di Joanna, bibliotecaria intelligente, riflessiva, creativa molto timida e introversa. Ha poca fiducia in se stessa anche se non conosce bene tutte le sue potenzialità. È una strega molto dotata e i suoi poteri derivano dall'intelletto, in particolare dalla sua inventiva e dal suo ingegno. Ha un'ampia conoscenza delle formule magiche del Grimorio di famiglia ed ha la capacità di creare nuovi e potenti incantesimi. Mentre in questa vita lei è una persona onesta, in una delle sue vite precedenti era devota al male e questo la spaventa molto.
- Killian Gardiner (stagioni 1-2) interpretato da Daniel Di Tomasso, doppiato da Andrea Mete.
È il fratello di Dash, l'anima gemella di Freya, destinato a rinascere ogni volta per Freya. Sono definiti Amanti Sfuggenti, perché in ogni vita in cui si ritrovano, vengono ben presto separati dalla morte di uno dei due.
- Dash Gardiner (stagioni 1-2) interpretato da Eric Winter, doppiato da Marco Vivio.
Ex Di Freya, è un personaggio molto oscuro, che presto si rivelerà nemico.
- Frederick Beauchamp (stagione 2), interpretato da Christian Cooke.
È il fratello gemello di Freya e il fratello minore di Ingrid. Tornato da Asgard come tramite per condurre nel mondo lo spirito del nonno.

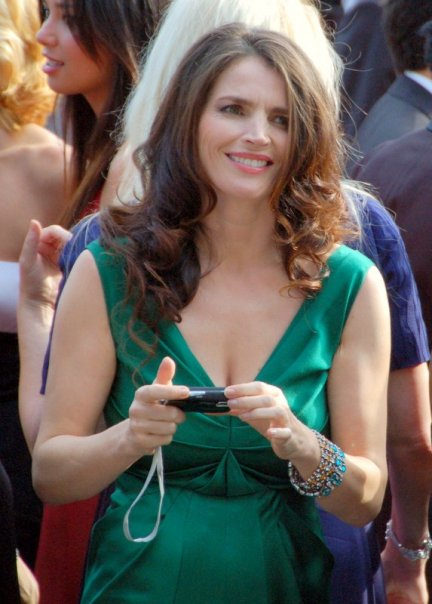
Julia Ormond interpreta Joanna Beauchamp
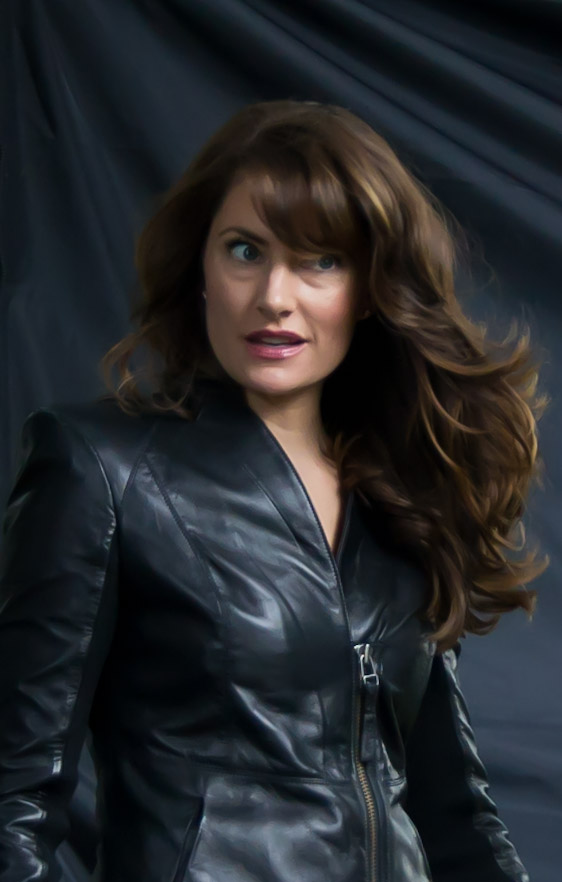
Mädchen Amick interpreta Wendy Beauchamp
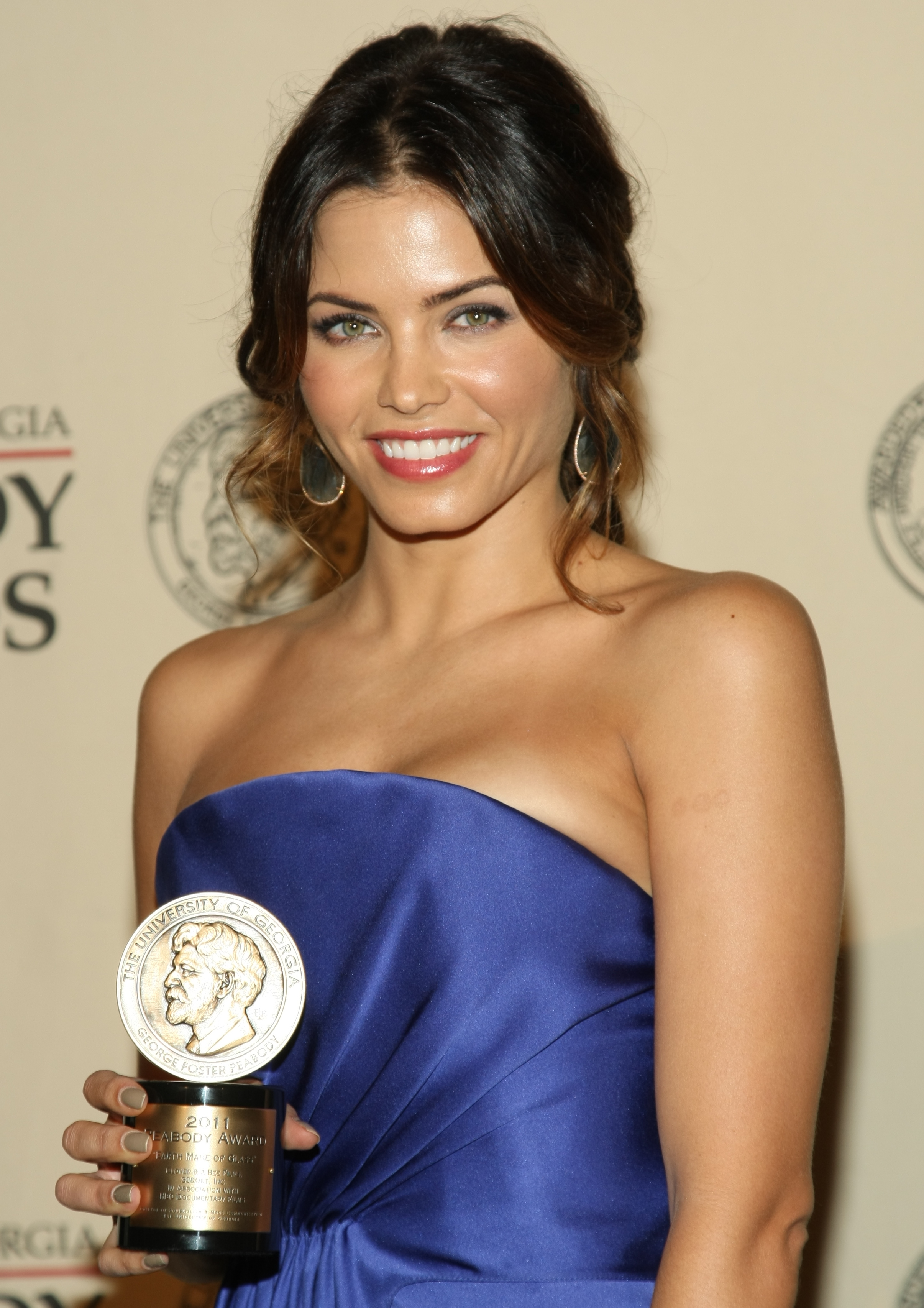
Jenna Dewan interpreta Freya Beauchamp
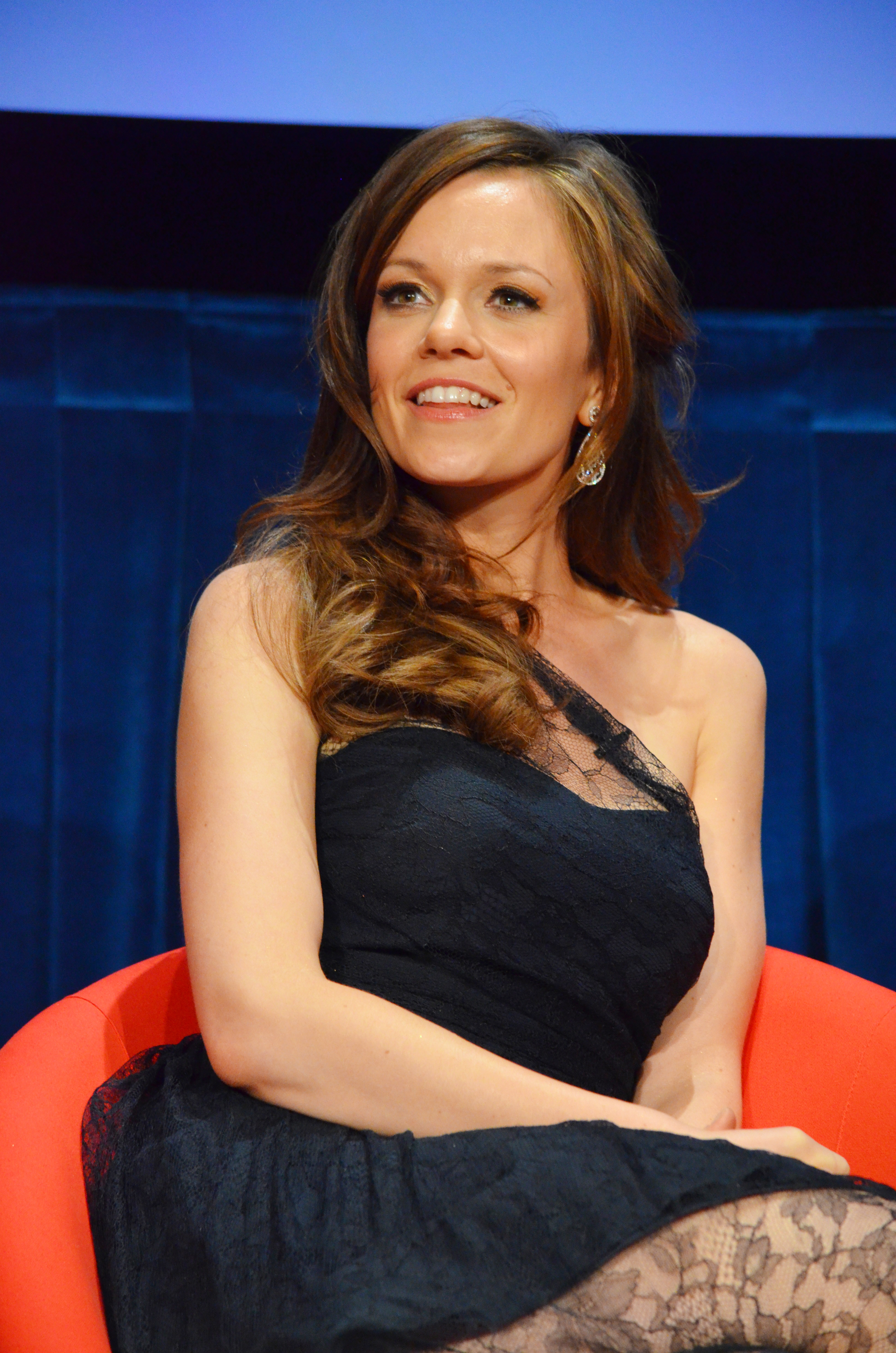
Rachel Boston interpreta Ingrid Beauchamp
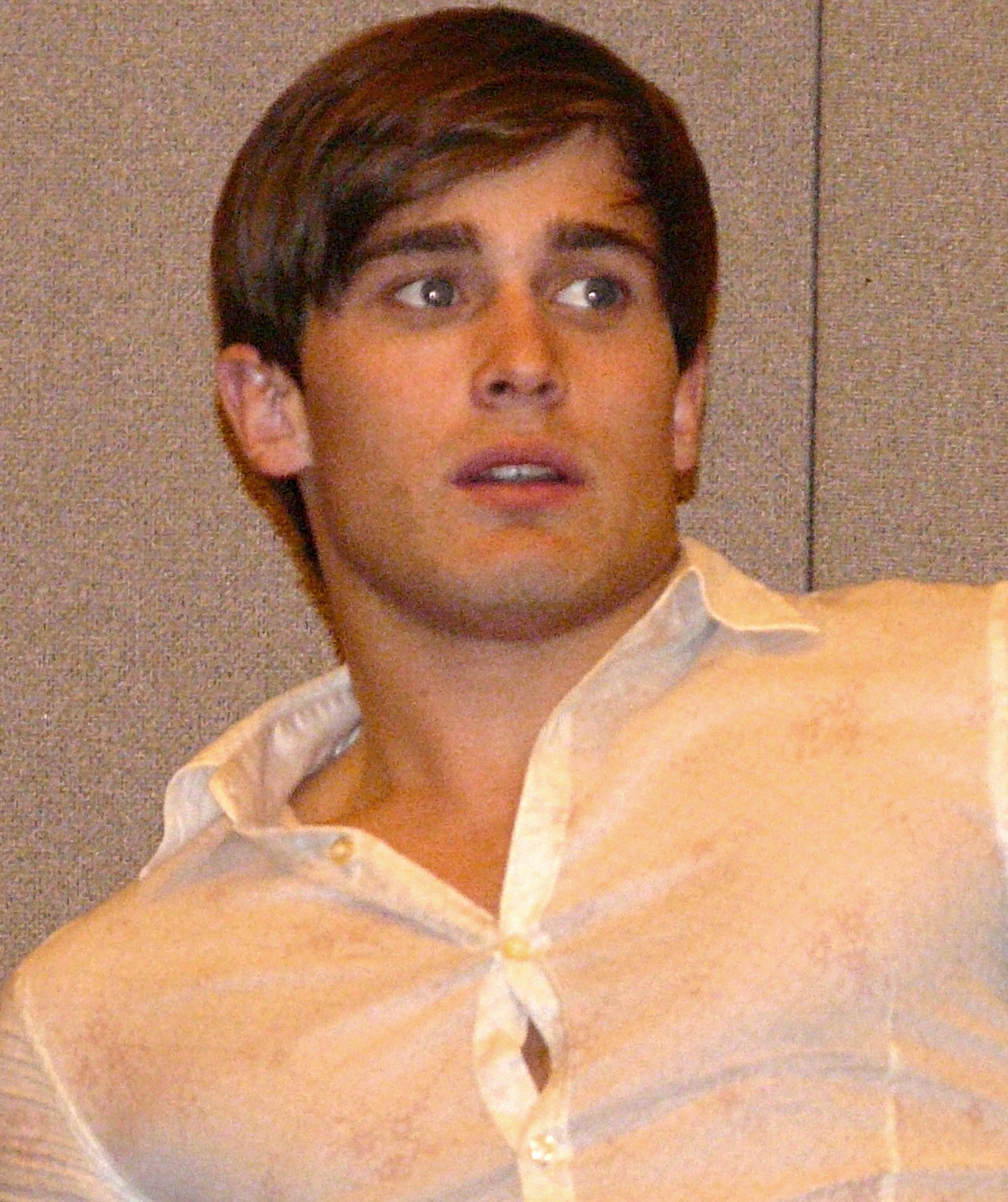
Christian Cooke interpreta Frederick Beauchamp

### Personaggi secondari
- Penelope Gardiner (stagione 1) interpretata da Virginia Madsen, doppiata da Antonella Rinaldi.
È la madre di Dash e Killian Gardiner. Figlia di Archibald Browning, l'amore di Ingrid in una vita passata.
- Hudson Rafferty (stagioni 1-2) interpretato da Tom Lenk, doppiato da Gianluca Crisafi.
È il migliore amico di Ingrid, è gay.
- Barb (stagioni 1-2) interpretata da Kellee Stewart, doppiata da Rachele Paolelli.
È un'amica e collega di Ingrid.
- Adam Noble (stagione 1) interpretato da Jason Winston George, doppiato da Nanni Baldini.
È un detective della polizia di East End e amico di Ingrid.

## Produzione
Liberamente ispirata dall'omonimo romanzo di Melissa de la Cruz, la serie fu sviluppata per la rete televisiva via cavo Lifetime da Maggie Friedman. La produzione di un episodio pilota venne confermata il 19 luglio 2012, mentre il casting iniziò durante il mese seguente.

### Casting
Il 30 agosto 2012 Julia Ormond fu ingaggiata per il ruolo della protagonista Joanna Beauchamp. Il 14 settembre Jenna Dewan si unì al cast per il ruolo della figlia di Joanna, Freya; mentre nelle settimane seguenti furono ingaggiati anche Rachel Boston, per la parte di Ingrid, sorella maggiore di Freya; Mädchen Amick, per il ruolo di Wendy, sorella di Joanna; Patrick Heusinger e Daniel Di Tomasso, rispettivamente per i ruoli di Dash, fidanzato di Freya, e di suo fratello Killian. Nel corso dell'autunno 2012, per i ruoli di personaggi ricorrenti, furono scritturati anche Glenne Headly, per il ruolo di Penelope Gardiner; Tom Lenk, per il ruolo di Hudson Rafferty e Nicholas Gonzalez, per la parte dell'agente Matt Torcoletti.
Dopo l'annuncio della produzione di una prima stagione completa, quando le riprese di una prima versione del pilot erano state ultimate, i produttori decisero tuttavia di sostituire alcuni attori per ragioni creative. Tra fine giugno e inizio luglio 2013, Patrick Heusinger, originariamente scritturato per la parte di Dash Gardinier, venne rimpiazzato da Eric Winter; Virginia Madsen sostituì Glenne Headly nel ruolo della madre di Dash; mentre Nicholas Gonzalez abbandonò il cast per fare posto a Jason Winston George, interprete del detective Adam Noble, personaggio diverso da quello concepito in principio per Gonzalez.

### Riprese
Mentre il pilot venne filmato principalmente a Wilmington, nella Carolina del Nord, le riprese del resto degli episodi hanno luogo nei pressi di Vancouver.
Il castello (Hatley Castel) è lo stesso usato in "Deadpool", "GenerationX", "MacGyver", "Masterminds", "Poltergeist: The Legacy", "Smallville", "The Changeling", "The Mole" e "X-Men".

### Programmazione
Il 31 gennaio 2013 fu confermata la produzione di una prima stagione, il cui debutto venne fissato per il successivo 6 ottobre. Il 22 novembre 2013 la serie è stata rinnovata per una seconda stagione, in onda dal 6 luglio 2014.
È stata cancellata al termine della seconda stagione.